# NGC 4137
NGC 4137 في الفهرس العام الجديد، هي مجرة، تقع في كوكبة السلوقيان. اكتشفت في 4 مايو 1881 بواسطة إدوارد ستيفان.

## روابط خارجية
- NGC 4137 على موقع ويكي سكاي: DSS2, SDSS, GALEX, IRAS, Hydrogen α, X-Ray, Astrophoto, Sky Map, Articles and images